# Auxiliar de Transportes Marítimos
Auxiliar de Transportes Marítimos (AUXTRAMARSA) fue una empresa española de transporte marítimo que operó entre 1957 y 1989.

## Historia
La empresa fue fundada en 1957 en Madrid, con el fin de realizar labores de transportes por vía marítima. A lo largo de su historia Auxtramarsa llegó a contar con una flota compuesta por varios navíos, entre los que se encontraban varios mercantes o graneleros, cuyo ámbito de actuación abarcaba puertos de toda España. Con posterioridad se integró en la estructura del grupo Unión Explosivos Río Tinto (ERT), que llegó a controlar un 75% del accionariado de su filial. En 1989 se fusionó con la sociedad Transportes, Aduanas y Consignaciones para formar Ership, bajo control del holding Ercros.